# Friend of the Devil
«Friend of the Devil» es una canción del grupo estadounidense Grateful Dead. La música fue compuesta por Jerry Garcia y John Dawson y la letra fue escrita por Robert Hunter. La canción pertenece al álbum American Beauty de 1970.
"Friend of the Devil" cuenta la historia de un fugitivo el cual es ayudado a escapar por el propio Satanás. Su crimen nunca se explica en la letra.

## Personal
Grateful Dead
- Jerry Garcia – guitarra, voz
- Phil Lesh – bajo, guitarra
- Bob Weir – guitarra, voz
- Ron "Pigpen" McKernan – armónica, voz
- Mickey Hart – percusión
- Bill Kreutzmann – batería